# Pamiria metallica
Pamiria metallica is een vlinder uit de familie van de Lycaenidae. De wetenschappelijke naam van de soort is voor het eerst gepubliceerd in 1865 door Cajetan Freiherr von Felder en Rudolf Felder.
De soort is ontdekt in Noord-India (Ladakh).